# Charles Ericksen
Karl Fredrik "Charles" Ericksen (20 de junio de 1875 - 23 de febrero de 1916) fue un luchador noruego que compitió en los Juegos Olímpicos de San Luis 1904 para los Estados Unidos.
En 1904 ganó una medalla de oro en la categoría lucha libre (Libre 158 lb masculino).
En 2012, los historiadores noruegos encontraron documentación que demuestre que Ericksen no recibió la ciudadanía estadounidense hasta el 22 de marzo de 1905. Los historiadores por lo tanto solicitaron como registro, a tener la medalla de oro por Ericksen como noruego.